# Kamui Kobajaši
Kamui Kobajaši (小林 可夢偉) (13. září 1986, Amagasaki, Japonsko) je japonský automobilový závodník, při GP Brazílie 2009 nahradil zraněného Tima Glocka u týmu Toyota F1, v současnosti testuje pro tým Scuderia Ferrari a závodí ve WEC za tým AF Corse. Kobajašimu se kvůli jeho častým incidentům říká Japonské Torpédo.[zdroj?]

## Kariéra před formulí 1

### Motokáry
Na motokárách začal závodit v roce 1996 ve svých devíti letech. Ve své první sezoně vybojoval dobré 3. místo. Následujících sedm let získal 4 tituly mezi motokáristy a vyhrál Toyota SL All Japan Tournament Cadet Class series.

### Juniorské formule
V roce 2004 se stal členem Toyota Driver Academy. Poté nastoupil do Formule Renault a absolvoval v ní závody v šampionátech Asie, Německa, Itálie a Holandska. Japonec dokázal vyhrát dva závody italské série. V dalším roce Kobajaši pokračoval v této formuli v Itálii a v evropském šampionátu. Se šesti výhrami v obou sériích se stal vítězem v obou mistrovstvích.
Pro rok 2006 přestoupil do Evropské formule 3, kde spolu s Paulem di Restou, Giedem van der Gardem a Sebastianem Vettelem závodil za tým ASM Formule 3. Ve své debutové sezoně získal umístění na stupních vítězů, dojel osmý v celkovém pořadí a stal se nejlepším nováčkem sezony.
Na začátku roku 2007 byl spolu s dalším japonským závodníkem Koheim Kiratem jmenován testovacím jezdcem Toyoty F1. Japonec dál zůstával v evropské sérii F3, získal dvě pódiová umístění v prvních čtyřech závodech. V 10. závodě v Magny-Cours získal své první vítězství. V celkovém pořadí skončil v poháru jezdců na 4. místě.

### GP 2
V roce 2008 udělal další krůček ve své kariéře, neboť byl uveden jako třetí jezdec týmu DAMS v Sérii GP 2. Ve druhém závodě již dokázal získat své první vítězstvím v tomto šampionátu. Celkově skončil šestnáctý. Závodil také v asijské sérii, kde obsadil 6. místo se 2 výhrami.
V roce 2009 pokračoval v GP 2. Vyhrál asijskou sérii díky dvěma vítězstvím. V sérii GP 2 obsadil opět 16. místo.

## Formule 1

### 2009: Toyota
Od roku 2007 byl testovacím jezdcem týmu Toyota ve F1. V letech 2008 a 2009 byl jmenován oficiálním třetím a náhradním jezdcem japonského týmu.

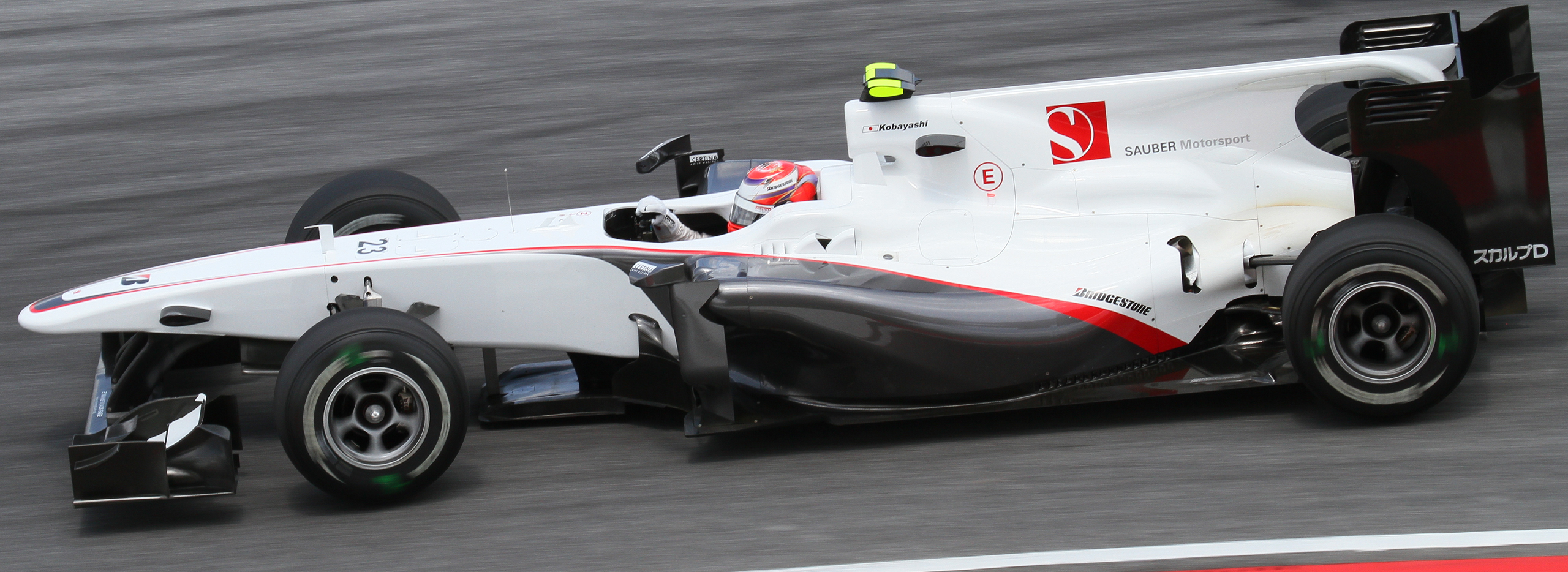
Kamui Kobajaši ve voze Sauber C29 při GP Malajsie 2010

V GP Japonska 2009 v pátečních trénincích nahradil německého závodníka Tima Glocka, který se necítil dobře. V kvalifikaci na velkou cenu Japonska Glock havaroval a lékaři mu nedoporučili závodit v další velké ceně. Kobajaši tedy debutoval v Grand Prix Brazílie 2009, kde po 11. místě z kvalifikace obsadil 10. místo v cíli. V posledním závodě sezóny se Kobajašimu, z 12. místa na startovním roštu se dokázal propracovat až na 6. pozici a získal tak pro Toyotu 3 body. Toyota byla jeho výsledkem a stylem jízdy ohromena (dokonce vyhrál souboj s novopečeným mistrem světa Buttonem) a uvedla, že by mohl Kobajaši v příští sezóně získat stálé angažmá.

### 2010-2012: Sauber
Kamui Kobajaši podepsal 17. prosince 2009 smlouvu s týmem Sauber.
Kobajaši jezdil za tým Sauber až do roku 2012. Nejlepší výsledek zajel v Japonsku, kde se poprvé ve své kariéře dostal v závodě F1 na medailovou pozici. Další dobrý výsledek zajel v Německu a Španělsku, kde dojel na čtvrtém a pátém místě. V Austrálii a Abu Dhabi dojel na šestém místě. Bodoval také v Číně, Kanadě, Itálii a Brazílii.

## Kompletní výsledky
| Legenda k tabulce | Legenda k tabulce                                                                       |
| Barva             | Výsledek                                                                                |
| ----------------- | --------------------------------------------------------------------------------------- |
| Zlatá             | Vítěz                                                                                   |
| Stříbrná          | 2. místo                                                                                |
| Bronzová          | 3. místo                                                                                |
| Zelená            | Bodované umístění                                                                       |
| Modrá             | Nebodované umístění                                                                     |
| Modrá             | Dokončil neklasifikován (NC)                                                            |
| Fialová           | Odstoupil (Ret)                                                                         |
| Červená           | Nekvalifikoval se (DNQ)                                                                 |
| Červená           | Nepředkvalifikoval se (DNPQ)                                                            |
| Černá             | Diskvalifikován (DSQ)                                                                   |
| Bílá              | Nestartoval (DNS)                                                                       |
| Bílá              | Závod zrušen (C)                                                                        |
| Světle modrá      | Pouze trénoval (PO)                                                                     |
| Světle modrá      | Páteční testovací jezdec (TD)                                                           |
| Bez barvy         | Netrénoval (DNP)                                                                        |
| Bez barvy         | Vyřazen (EX)                                                                            |
| Bez barvy         | Nepřijel (DNA)                                                                          |
| Bez barvy         | Odvolal účast (WD)                                                                      |
| Bez barvy         | Nezúčastnil se (prázdné)                                                                |
| Označení          | Význam                                                                                  |
| Tučnost           | Pole position                                                                           |
| Kurzíva           | Nejrychlejší kolo                                                                       |
| †                 | Jezdec nedojel do cíle, ale byl klasifikován, protože odjel více než 90 % délky závodu. |
| ‡                 | Byl udělován poloviční počet bodů, protože bylo odjeto méně než 75 % délky závodu.      |
| Horní index       | Umístění bodujících jezdců ve sprintu                                                   |

### Formule 1
| Rok                                           | Tým                     | Šasi          | Motor                           | 1       | 2       | 3       | 4       | 5       | 6       | 7       | 8       | 9       | 10     | 11      | 12     | 13      | 14      | 15      | 16      | 17      | 18     | 19      | 20    | Body | Umístění  |
| --------------------------------------------- | ----------------------- | ------------- | ------------------------------- | ------- | ------- | ------- | ------- | ------- | ------- | ------- | ------- | ------- | ------ | ------- | ------ | ------- | ------- | ------- | ------- | ------- | ------ | ------- | ----- | ---- | --------- |
| 2009                                          | Panasonic Toyota Racing | Toyota TF109  | Toyota RVX-09 2.4 V8            | AUS     | MAL     | CHN     | BHR     | ESP     | MON     | TUR     | GBR     | GER     | HUN    | EUR     | BEL    | ITA     | SIN     | JPN PO  | BRA 10  | ABU 6   |        |         |       | 3    | 18. místo |
| 2010                                          | Sauber                  | Sauber C29    | Ferrari 056 2.4 V8              | BHR Ret | AUS Ret | MAL Ret | CHN Ret | ESP 12  | MON Ret | TUR 10  | CAN Ret | EUR 7   | GBR 6  | GER 11  | HUN 9  | BEL 8   | ITA Ret | SIN Ret | JPN 7   | KOR 8   | BRA 10 | ABU 14  |       | 32   | 12. místo |
| 2011                                          | Sauber F1 Team          | Sauber C30    | Ferrari 056 2.4 V8              | AUS DSQ | MAL 7   | CHN 10  | TUR 10  | ESP 10  | MON 5   | CAN 7   | EUR 16  | GBR Ret | GER 9  | HUN 11  | BEL 12 | ITA Ret | SIN 14  | JPN 13  | KOR 15  | IND Ret | ABU 10 | BRA 9   |       | 30   | 12. místo |
| 2012                                          | Sauber F1 Team          | Sauber C31    | Ferrari 056 2.4 V8              | AUS 6   | MAL Ret | CHN 10  | BHR 13  | ESP 5   | MON Ret | CAN 9   | EUR Ret | GBR 11  | GER 4  | HUN 18† | BEL 13 | ITA 9   | SIN 13  | JPN 3   | KOR Ret | IND 14  | ABU 6  | USA 14  | BRA 9 | 60   | 12. místo |
| 2013: Kamui Kobajaši se neúčastnil Formule 1. |                         |               |                                 |         |         |         |         |         |         |         |         |         |        |         |        |         |         |         |         |         |        |         |       |      |           |
| 2014                                          | Caterham F1 Team        | Caterham CT05 | Renault Energy F1–2014 1.6 V6 t | AUS Ret | MAL 13  | BHR 15  | CHN 18  | ESP Ret | MON 13  | CAN Ret | AUT 16  | GBR 15  | GER 16 | HUN Ret | BEL    | ITA 17  | SIN DNS | JPN 19  | RUS Ret | USA     | BRA    | ABU Ret |       | 0    | 22. místo |

### Formule E
| Rok     | Tým                      | Auto                   | 1      | 2      | 3   | 4   | 5   | 6   | 7   | 8   | 9   | 10  | 11  | 12  | Body | Umístění  |
| ------- | ------------------------ | ---------------------- | ------ | ------ | --- | --- | --- | --- | --- | --- | --- | --- | --- | --- | ---- | --------- |
| 2017–18 | MS&AD Andretti Formula E | Spark-Andretti ATEC-03 | HKG 15 | HKG 17 | MAR | SAN | MEX | PDE | ROM | PAR | BER | ZUR | NYC | NYC | 0    | 24. místo |